# Guillermo Díaz Fleming

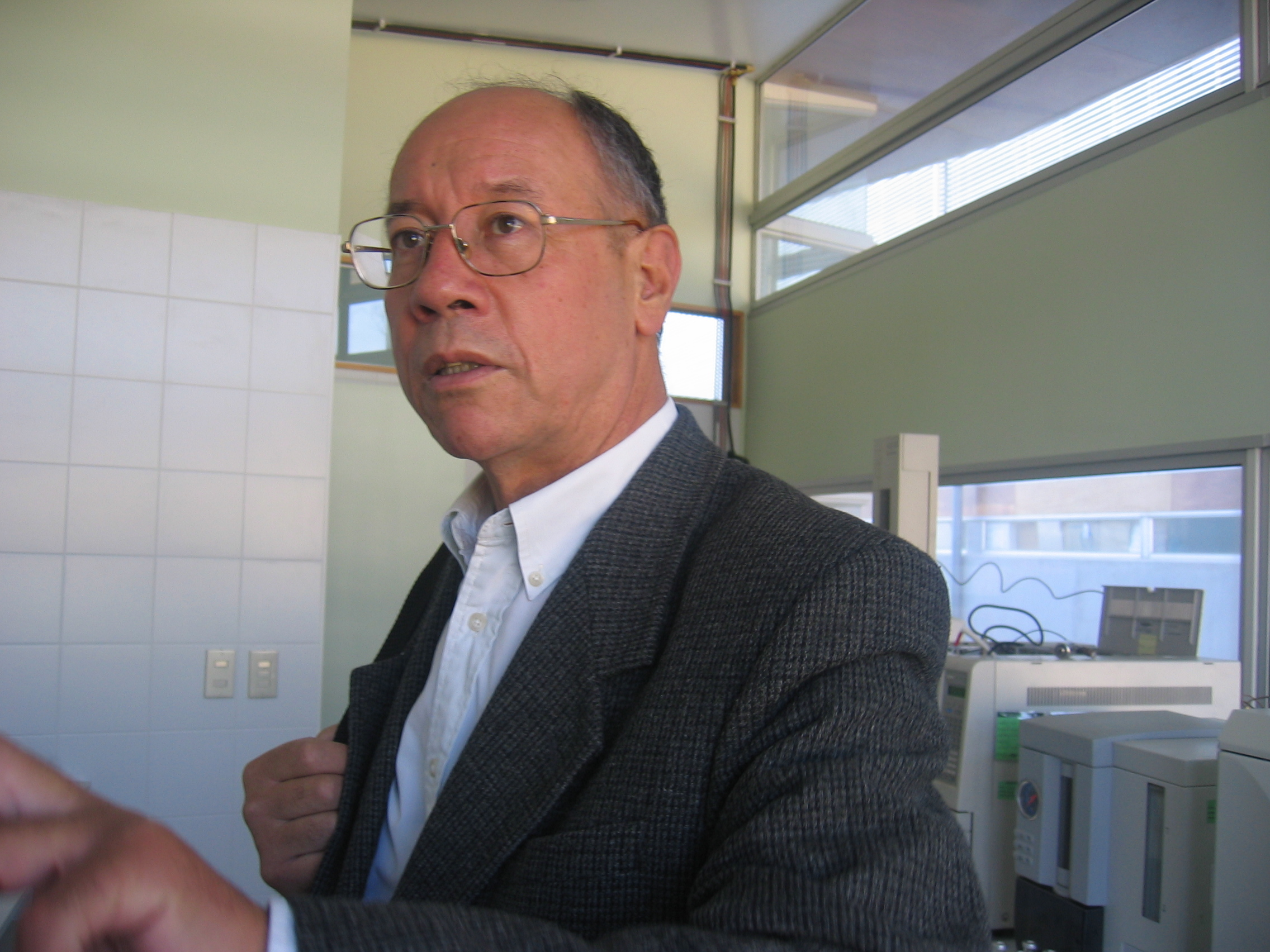

Guillermo Diaz Fleming (* 25. Juni 1940 in Santiago de Chile) ist ein chilenischer Chemiker (physikalische Chemie) und Hochschullehrer.
Er ist Titularprofessor für Chemie an der Fakultät für Naturwissenschaften der Universidad de Playa Ancha in Valparaíso sowie an der Universidad de Valparaíso. Er lehrt an der Universidad de Chile und im Graduiertenprogramm der Universidad Tecnica Federico de Santa María in Valparaiso sowie als Gastprofessor an der UCLA, Los Angeles, Kalifornien. Der Schwerpunkt seiner Forschung liegt in der Spektroskopie.

## Leben
Díaz Fleming arbeitete ab 1966 als Grundschullehrer im Norden Chiles in Petorca, wurde 1967 zum Chemielehrer von der Universidad de Chile graduiert und lehrte an Schulen in Valparaíso und Quilpue sowie am Abendgymnasium Playa Ancha nach einem dem Diplom in Chemie vergleichbaren Abschluss an der Universidad de Chile 1981.
1988 promovierte er in Chemie an der Universidad de Chile.
Er wurde als Professor für physikalische Chemie an die Universität Playa Ancha in Valparaíso berufen. Er lehrte auch an der Universität von Valparaíso sowie in den Promotionsprogrammen der Universidad Santa Maria in Valparaíso wie auch an der naturwissenschaftlichen Fakultät der Universidad de Chile.
Später gründete er das Laboratorium für Umweltchemie und Toxikologie (Laboratorio de Toxicología Humana y Ambiental) und leitete dieses mehrere Jahre als Direktor bis 2006.
An der Universidad de Playa Ancha übte er verschiedene Leitungsfunktionen aus: Institutsdirektor der Abteilung für Biologie und Chemie an der naturwissenschaftlichen Fakultät, Generaldirektor für Forschung an der Universität und Direktor des Zentrums für Spektroskopie.

## Werk
Die Schwerpunkte seiner Forschung liegen in der physikalischen Chemie und speziell der Spektroskopie sowohl von Atomen wie Molekülen. Seine Lehrgebiete umfassen auch Thermodynamik, Mathematische Methoden der Chemie und Theorie der molekularen Oberfläche. Díaz Fleming kooperiert international in seiner Forschung mit Wissenschaftlern verschiedener Länder wie USA, Spanien, Portugal, Frankreich, Norwegen und Deutschland.
Er hat seit 1998 zahlreiche Forschungsprojekte der FONDECYT geleitet oder kooperativ durchgeführt. Gleichzeitig widmete er sich auch der Didaktik der Chemie in Forschungsprojekten der Fundacion Andes. Im chilenischen Programm der Nachwuchsförderung in Naturwissenschaften EXPLORA wirkte er viele Jahre als Berater und Gutachter. Er evaluierte dieses Programm auch wissenschaftlich. Díaz Fleming wurde für verschiedene Universitäten als Mitglied der Akkreditierungskommissionen berufen. In mehreren internationalen Zeitschriften wirkt er als Gutachter. Er hat 106 wissenschaftliche Artikel in hochrangigen internationalen Zeitschriften veröffentlicht wie Vibrational Spectroscopy, Inorganic Chemistry, Journal of Physical Chemistry, Spectrochimica Acta, Journal of Raman Spectroscopy oder Journal of Spectroscopy and Dynamics. Auf zahlreichen nationalen und internationalen Kongressen hat er seine Forschungsergebnisse vorgestellt. Als Forscher hat er mit Wissenschaftlern aus verschiedenen Ländern kooperiert, u. a. Brasilien (Claudio Téllez, Universität Londrina), Deutschland (Rainer Koch, Carl von Ossietzky Universität Oldenburg), Großbritannien (Colin D. Flint, Imperial College), Norwegen (J. Brunvoll, Sven Cyvin, Biorn Cyvin, Universität Trondheim) Österreich (Walter Kosmus, K. Kalcher, U Grass), Spanien (Antonio Hernanz, UNED), USA (Jeffrey Zink, UCLA; Rex Shepherd, Universität Pittsburgh).

## Privates
Sein Bruder ist Juan Díaz Fleming, Bildhauer und Kunstprofessor für Keramik in Arica/Chile.